# Bajram Begaj
Bajram Begaj, född den 20 mars 1967 i Rrogozhinë i Albanien, är en albansk pensionerad officer och politiker som tjänstgör som  Albaniens nuvarande president. Han tillträdde som president den 24 juli 2022.
Begaj har haft en lång karriär i den albanska armén. Han var generalstabschef för Albaniens väpnade styrkor från juli 2020 till juni 2022.
Även om han var politiskt oberoende, nominerades Begaj den 3 juni 2022 officiellt av det styrande socialistpartiet som kandidat till den fjärde omgången av presidentvalet 2022. Begaj är den femte presidenten i Albaniens historia som har militär bakgrund, efter Ahmet Zogu, Ramiz Alia, Alfred Moisiu och Bujar Nishani.

## Tidigt liv och karriär
Begaj föddes den 20 mars 1967 i Rrogozhinë. Han tog examen från Tiranas medicinska fakultet 1989 och blev en aktiv medicinsk officer 1998. Efter att ha avlagt sin professionella doktorsexamen har han titeln docent i medicin.
Under sin 31-åriga militära karriär har Begaj deltagit i ett flertal utbildningsseminarier och gått kurser i säkerhet och försvar, Advanced Postgraduate School of Medicine, en forskarutbildning i gastrohepatologi, en sjukhusledningskurs och en strategisk medicinsk ledarskapskurs i USA och en specialiseringskurs i medicin och en hälsokurs i Grekland.
Begaj tjänstgjorde tidigare som befälhavare för doktrin- och träningskommandot i den albanska försvarsmakten. Han hade olika andra befattningar, som chef för den militära medicinska enheten och biträdande militärchef för SUT, chef för militärsjukhuset, chef för hälsoinspektionen, etc. Han utnämndes till chef för den albanska försvarsmaktens generalstab i juli 2020 och tillträdde ämbetet senare samma månad.

## President från och med juni 2022
Begaj valdes av Albaniens parlament till president den 4 juni 2022, med 78 röster för, 4 emot och 1 nedlagd röst. 57 parlamentsledamöter från oppositionen bojkottade omröstningen och hävdade att processen att namnge kandidater var oregelbunden. Begaj svors in som president 24 juli 2022.